# Clemens Joseph Adams

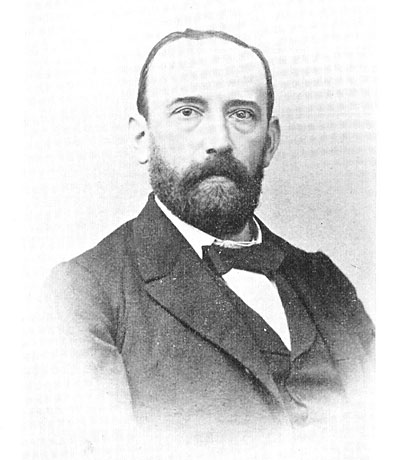
Clemens Joseph Adams

Clemens Joseph Adams (* 31. Dezember 1831 in Koblenz; † 29. Oktober 1876) war ein deutscher Kommunalpolitiker. Er war der erste Bürgermeister der Stadt Honnef (heute Bad Honnef) nach Wiedererlangung ihrer kommunalen Selbständigkeit im Jahre 1862.

## Leben

### Herkunft
Adams war der vierte Sohn des Rechtsanwalts Franz Peter Adams (1800–1868), Mitglied des Vorparlaments und der Frankfurter Nationalversammlung von 1848, und seiner Ehefrau Elisabeth geborene Lenné, einer Schwester des Gartenarchitekten Peter Joseph Lenné (1789–1866). Einer seiner Brüder war Franz Adams der Jüngere (1828–1891).

### Werdegang
Spätestens um 1855 ließ sich Adams in Honnef nieder, wo er Weingutsbesitzer wurde. Dort besaß der Kölner Bankier Philipp Joseph Lenné (1787–1843), ein Onkel mütterlicherseits, das Hotel Klein (Ecke Hauptstraße/Schülgenstraße) und hatte auf dessen Hintergelände 1829 ein Haus (Bernhard-Klein-Straße 16) errichten lassen. Dieses Anwesen erwarb Adams Vater oder er selbst in den 1840er- oder 1850er-Jahren, sodass es seither Villa Adams genannt wurde. Adams betätigte sich schon bald kommunalpolitisch in Honnef, wurde zum Gemeindeverordneten und am 8. März 1857 zum Bürgermeistereiverordneten der Bürgermeisterei Königswinter gewählt. Ab dem 11. Juni 1858 war er stellvertretender Gemeindevorsteher, 1860 folgte seine Wahl zum Gemeindevorsteher von Honnef. Als Honnef 1862 das Stadtrecht erhielt und als eigene Bürgermeisterei aus der Bürgermeisterei Königswinter ausschied, somit seine kommunale Selbstständigkeit wiedererlangte, wurde Adams am 28. Oktober 1862 mit 13 von 19 Stimmen zum Bürgermeister gewählt; seine feierliche Einführung erfolgte am 29. Dezember 1862. Nach Ablauf seiner Amtszeit wurde er von der Stadtverordneten-Versammlung auf weitere zwölf Jahre ab dem 1. Januar 1875 gewählt. Im November und Dezember 1875 war Adams in seiner Eigenschaft als Bürgermeister aufgrund einer dann wieder zurückgenommenen Verfügung des Landrats katholischer Kirchenvorsteher von Honnef. Seine zweite Amtszeit konnte er aufgrund seines frühen Todes nach langer Krankheit nicht vollenden.

„Mit strengem Gerechtigkeitssinn paarte [Adams] Hülfsbereitschaft den Minderbemittelten gegenüber, so daß sich zwischen ihm und der Gemeinde ein wahrhaft patriarchalisches Verhältnis entwickelte und er bei reich und arm gleich angesehen und beliebt war. Nur selten geriet er in Widerspruch mit einem Teile der Stadtverordneten, vertrat dann aber auch fest seinen Standpunkt gegenüber den etwas rückständigen Ansichten einzelner, sonst biederer Stadtväter (…).“

Familie:
Adams war ab 1860 mit Albertine geborene Riesberg verheiratet. Aus der Ehe gingen elf Kinder hervor, von denen drei in jugendlichem Alter starben.

### Tod und Andenken
Adams wurde am 1. November 1876 auf dem heutigen Alten Friedhof seiner Heimatstadt beigesetzt.
Die Villa Adams diente später als Pension und beherbergte berühmte Gäste, darunter 1892 die niederländische Königin Wilhelmina und ihre Mutter Emma als Regentin sowie 1896 die luxemburgische Großherzogin Adelheid Marie. An der Stelle der im Jahre 1975 abgebrochenen Villa steht heute ein Kindergarten; in dessen Garten befindet sich eine noch auf Lenné zurückgehende Libanonzeder, die seit 1942 als Naturdenkmal ausgewiesen ist. Nach Adams wurde der vormalige Schießgraben in Honnef zunächst in Clemensstraße und später in Clemens-Adams-Straße benannt.